# Пастер (лунный кратер)
Кратер Пастер (лат. Pasteur), не путать с кратером Пастер на Марсе, — огромный древний ударный кратер в экваториальной области обратной стороны Луны. Название присвоено в честь французского микробиолога и химика Луи Пастера (1822—1895) и утверждено Международным астрономическим союзом в 1961 г. Образование кратера относится к донектарскому периоду.

## Описание кратера

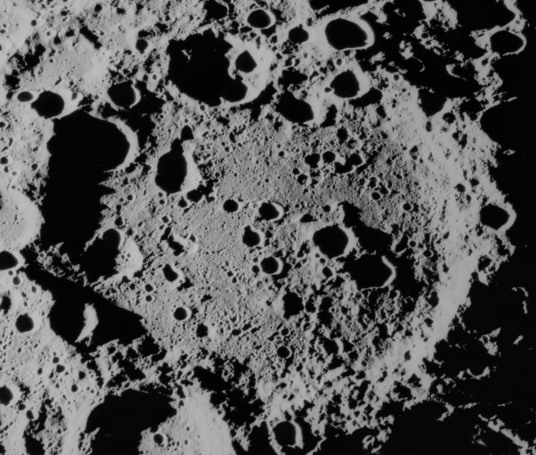
Снимок кратера с борта Аполлона-15.

Ближайшими соседями кратера являются небольшой кратер Дебус на западе; кратер Саха на севере; кратер Эйнтховен на северо-востоке; кратер Мейтнер на востоке; кратер Хвольсон на востоке-юго-востоке; кратеры Гильберт и Баклунд, примыкающие к юго-восточной и юго-западной оконечностям вала кратера Пастер соответственно. Селенографические координаты центра кратера 11°35′ ю. ш. 104°55′ в. д. / 11,58° ю. ш. 104,91° в. д., диаметр 233 км, глубина 3,1 км.
Кратер Пастер имеет полигональную форму и значительно разрушен. Вал сглажен и перекрыт множеством кратеров различного размера, северная часть практически полностью разрушена, юго-восточная часть вала спрямлена. Дно чаши сравнительно ровное, отмечено множеством кратеров, в северо-западной части чаши расположена короткая цепочка перекрывающих друг друга кратеров, восточнее центра чаши расположен пара сателлитных кратеров Пастер G и H.

## Сателлитные кратеры
| Пастер | Координаты                                              | Диаметр, км |
| ------ | ------------------------------------------------------- | ----------- |
| A      | 7°15′ ю. ш. 106°04′ в. д. / 7,25° ю. ш. 106,07° в. д.   | 25,7        |
| B      | 8°25′ ю. ш. 106°10′ в. д. / 8,42° ю. ш. 106,17° в. д.   | 19,4        |
| D      | 9°03′ ю. ш. 109°10′ в. д. / 9,05° ю. ш. 109,16° в. д.   | 37,6        |
| E      | 11°04′ ю. ш. 108°52′ в. д. / 11,07° ю. ш. 108,87° в. д. | 18,9        |
| G      | 11°50′ ю. ш. 106°07′ в. д. / 11,84° ю. ш. 106,12° в. д. | 20,7        |
| H      | 12°25′ ю. ш. 106°47′ в. д. / 12,42° ю. ш. 106,79° в. д. | 21,6        |
| M      | 12°26′ ю. ш. 105°05′ в. д. / 12,43° ю. ш. 105,08° в. д. | 11,3        |
| Q      | 13°43′ ю. ш. 101°49′ в. д. / 13,72° ю. ш. 101,82° в. д. | 23,4        |
| S      | 12°24′ ю. ш. 102°20′ в. д. / 12,4° ю. ш. 102,34° в. д.  | 28,8        |
| T      | 11°44′ ю. ш. 100°28′ в. д. / 11,73° ю. ш. 100,47° в. д. | 40,2        |
| U      | 9°59′ ю. ш. 101°59′ в. д. / 9,99° ю. ш. 101,99° в. д.   | 37,9        |
| V      | 9°11′ ю. ш. 101°10′ в. д. / 9,18° ю. ш. 101,17° в. д.   | 22,5        |
| Y      | 8°15′ ю. ш. 103°55′ в. д. / 8,25° ю. ш. 103,91° в. д.   | 49,9        |
| Z      | 6°59′ ю. ш. 104°31′ в. д. / 6,98° ю. ш. 104,52° в. д.   | 14,0        |

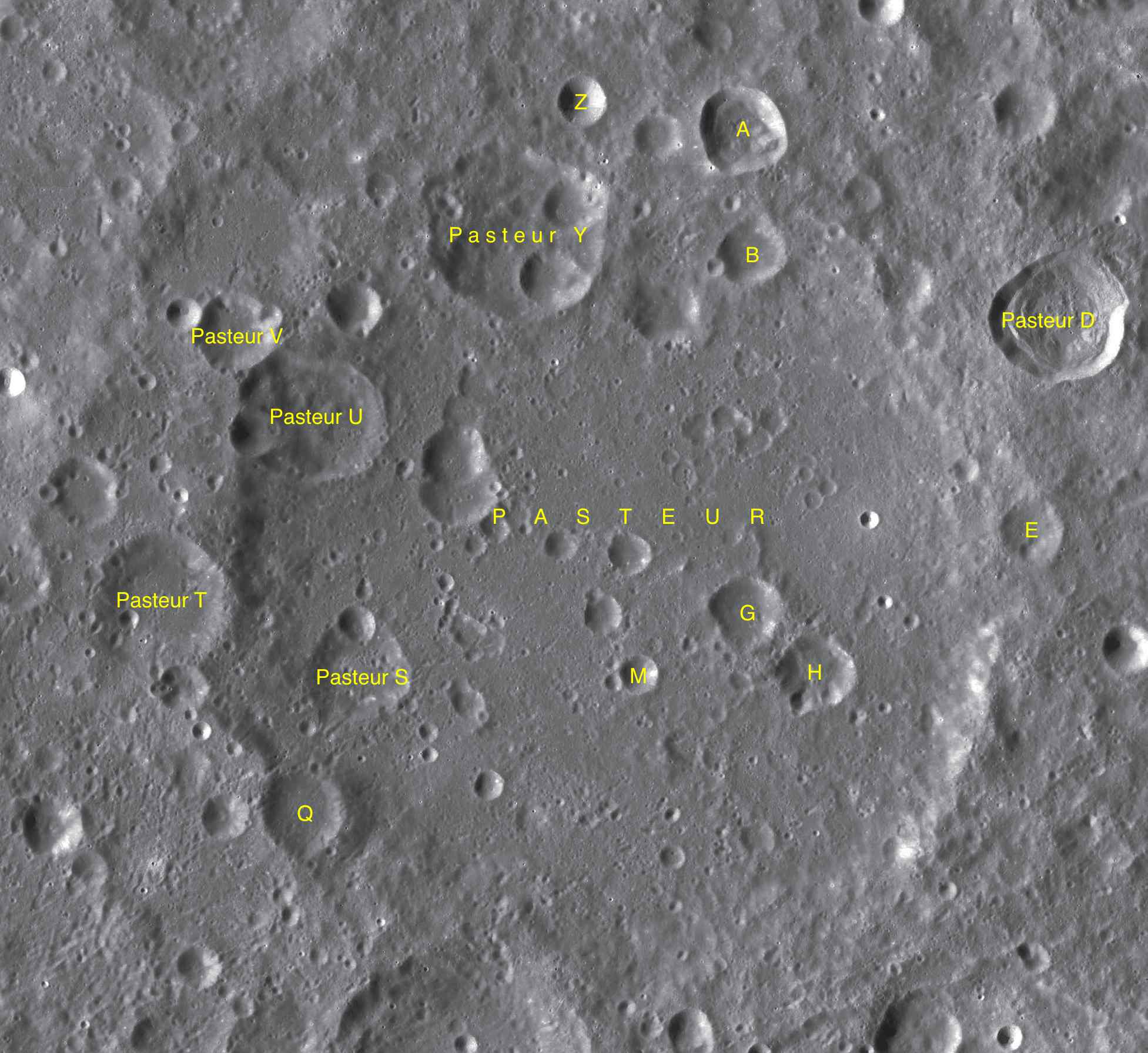
Фрагмент карты LAC-82.

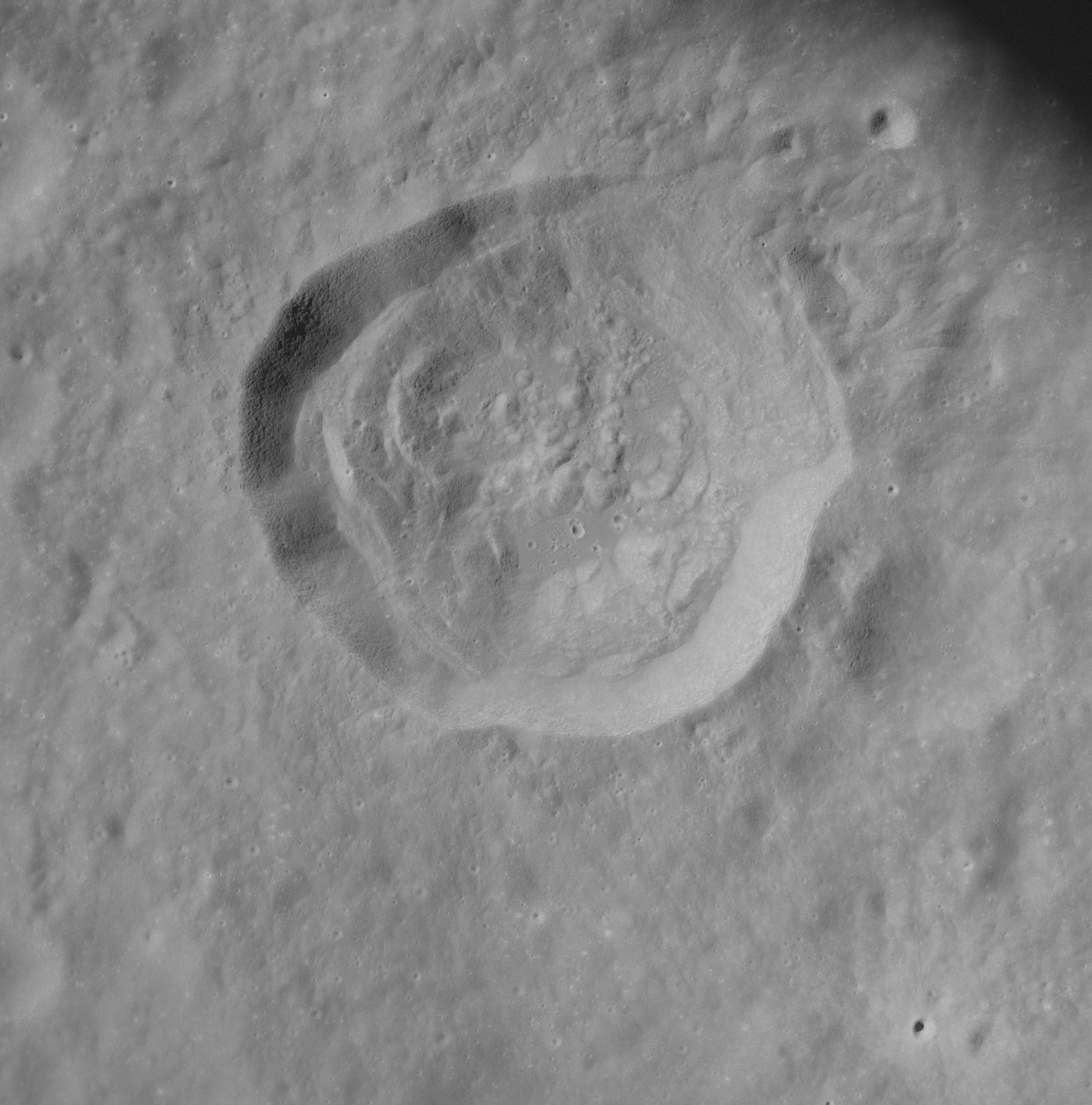
Сателлитный кратер Пастер D. Снимок с борта Аполлона-12.

- Образование сателлитного кратера Пастер D относится к эратосфенскому периоду[1].
- Образование сателлитных кратеров Пастер T, U и Y относится к нектарскому периоду[1].